# Chuỗi lồng nhau
Trong Toán học, chuỗi lồng nhau là chuỗi mà mỗi phần tử {\displaystyle t_{n}} có thể viết thành {\displaystyle t_{n}=a_{n}-a_{n-1}}, hiệu của hai phần tử liên tiếp trong dãy {\displaystyle (a_{n})}.
Do đó, tổng riêng chỉ còn hai phần tử trong dãy sau khi khử xong. Kỹ thuật khử với mỗi phần tử khử một phần của phần tử sau đó được gọi là phương pháp khử.
Để lấy ví dụ, xét chuỗi của các nghịch đảo của số pronic.
{\displaystyle \sum _{n=1}^{\infty }{\frac {1}{n(n+1)}}}
Chuỗi trên có thể đơn giản hóa thành
{\displaystyle {\begin{aligned}\sum _{n=1}^{\infty }{\frac {1}{n(n+1)}}&{}=\sum _{n=1}^{\infty }\left({\frac {1}{n}}-{\frac {1}{n+1}}\right)\\{}&{}=\lim _{N\to \infty }\sum _{n=1}^{N}\left({\frac {1}{n}}-{\frac {1}{n+1}}\right)\\{}&{}=\lim _{N\to \infty }\left\lbrack {\left(1-{\frac {1}{2}}\right)+\left({\frac {1}{2}}-{\frac {1}{3}}\right)+\cdots +\left({\frac {1}{N}}-{\frac {1}{N+1}}\right)}\right\rbrack \\{}&{}=\lim _{N\to \infty }\left\lbrack {1+\left(-{\frac {1}{2}}+{\frac {1}{2}}\right)+\left(-{\frac {1}{3}}+{\frac {1}{3}}\right)+\cdots +\left(-{\frac {1}{N}}+{\frac {1}{N}}\right)-{\frac {1}{N+1}}}\right\rbrack \\{}&{}=\lim _{N\to \infty }\left\lbrack {1-{\frac {1}{N+1}}}\right\rbrack =1.\end{aligned}}}

## Tổng quát

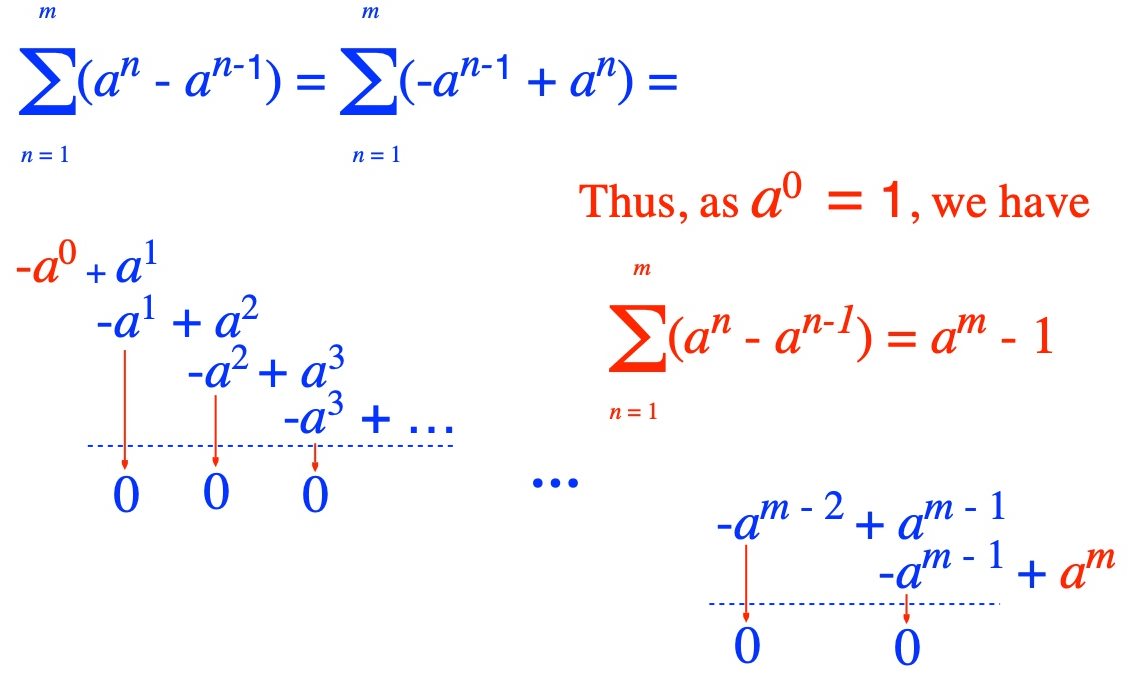
Chuỗi lồng nhau của các số mũ

Các tổng của chuỗi lồng nhau là các tổng hữu hạn mà mỗi cặp của hai phần tử liên tiếp khử nhau, để lại phần tử đầu và cuối.
Đặt {\displaystyle a_{n}} là dãy số, khi đó
{\displaystyle \sum _{n=1}^{N}\left(a_{n}-a_{n-1}\right)=a_{N}-a_{0}}
Nếu {\displaystyle a_{n}\rightarrow 0}
{\displaystyle \sum _{n=1}^{\infty }\left(a_{n}-a_{n-1}\right)=-a_{0}}
Tích lồng nhau là tích hữu hạn mà hai phần tử liên tiếp khử mẫu số với tử số, để lại phần tử đầu và cuối.
Đặt {\displaystyle a_{n}} là một dãy số. Khi đó,
{\displaystyle \prod _{n=1}^{N}{\frac {a_{n-1}}{a_{n}}}={\frac {a_{0}}{a_{N}}}}
Nếu {\displaystyle a_{n}\rightarrow 1}
{\displaystyle \prod _{n=1}^{\infty }{\frac {a_{n-1}}{a_{n}}}=a_{0}}

## Các ví dụ khác
- Nhiều hàm lượng giác cũng có thể biểu diễn thành hiệu, cho phép dùng phương pháp khử hai phần tử liên tiếp.

{\displaystyle {\begin{aligned}\sum _{n=1}^{N}\sin \left(n\right)&{}=\sum _{n=1}^{N}{\frac {1}{2}}\csc \left({\frac {1}{2}}\right)\left(2\sin \left({\frac {1}{2}}\right)\sin \left(n\right)\right)\\&{}={\frac {1}{2}}\csc \left({\frac {1}{2}}\right)\sum _{n=1}^{N}\left(\cos \left({\frac {2n-1}{2}}\right)-\cos \left({\frac {2n+1}{2}}\right)\right)\\&{}={\frac {1}{2}}\csc \left({\frac {1}{2}}\right)\left(\cos \left({\frac {1}{2}}\right)-\cos \left({\frac {2N+1}{2}}\right)\right).\end{aligned}}}
- Một số tổng dưới dạng

{\displaystyle \sum _{n=1}^{N}{f(n) \over g(n)}}
với f và g là đa thức sao cho phân số có thể tách thành các phần nhỏ hơn, sẽ không tính được tổng bằng phương pháp này.  Để lấy ví dụ, xét chuỗi sau
{\displaystyle {\begin{aligned}\sum _{n=0}^{\infty }{\frac {2n+3}{(n+1)(n+2)}}={}&\sum _{n=0}^{\infty }\left({\frac {1}{n+1}}+{\frac {1}{n+2}}\right)\\={}&\left({\frac {1}{1}}+{\frac {1}{2}}\right)+\left({\frac {1}{2}}+{\frac {1}{3}}\right)+\left({\frac {1}{3}}+{\frac {1}{4}}\right)+\cdots \\&{}\cdots +\left({\frac {1}{n-1}}+{\frac {1}{n}}\right)+\left({\frac {1}{n}}+{\frac {1}{n+1}}\right)+\left({\frac {1}{n+1}}+{\frac {1}{n+2}}\right)+\cdots \\={}&\infty .\end{aligned}}}